# Ржев
Ржев (рус. Ржев) град је на северозападу европског дела Руске Федерације и један од 5 градских округа (градова обласне субординације) у Тверској области. Град је уједно и административни центар али не и саставни део Ржевског рејона који се налази у јужном делу области. .
Према попису становништва из 2010. у граду је живело 61.982 становника, док је према проценама националне статистичке службе Русије 2014. град имао око 60.831 становника. Укупна површина градске територије је 56,17 км².
Град је од 1978. носилац совјетског Ордена Отаџбинског рата, односно ордена Града војничке славе Руске Федерације (од 2007).

## Географија
Град Ржев налази се у јужном делу Тверске области на обалама реке Волге (на око 200 км низводно од њеног изворишта). Први је већи град који лежи на обалама Волге. Налази се на око 117 км југозападно од административног центра области града Твера и на око 233 километра западно од главног града земље Москве.
Поред Волге која град дели на два дела, кроз Ржев протичу још три мање реке – Холинка, Серебрјанка и Велика Лоча. Градски центар лежи на надморској висини од 190 m.
Град је важно саобраћајно средиште и кроз њега пролазе железничке линије Москва—Рига и Мурманск—Новоросијск, те аутопут М9 који Москву повезује са Ригом.

## Историја
Иако се насеље под именима Ржев Володимиров, Ржевка и Ржов помиње у неким новгородским списима још 1019, годином оснивања се, базирано на историјским изворима сматра 1216. година када се у једном смоленском летопису помиње „Мстиславов горњи град Ржев“ (рус. «Ржева, город Мстиславль на верхе»).
Све до средине XII века Ржев је био делом смоленских земаља. Захваљујући повољном стратешком положају на раскрсници важних трговачких путева, Ржев је од најранијих периода своје историје био значајан трговачки град и често се сматрао првом руском капијом ка западу.
Од средине XIII века Ржевска кнежевина је била вазал Московске кнежевине, а током XIV века град је у више наврата био место сукоба између Московске и Литванске кнежевине. У тм периоду град је у три наврата био освајан од стране Литванаца: 1356, 1359. и 1376. године. Последњи пут је Ржев у саставу литванске државе био у периоду између 1448. и 1449. године када је враћен Тверској кнежевини, да би од 1521. постао делом Московске кнежевине.
За Московску кнежевину Ржев је имао стратешки војни значај као важна одбрамбена тачка према Пољско–Литванској држави. Трговачка активност у граду је била изразито важна током целог XVII века, а већ почетком XVIII века Ржев се сматрао једним од најважнијих трговачких центара Руске Империје. Средином истог века у граду је деловало 25 различитих фабричких погона – ланаре, сираре, пилане, прерада коже и обрада керамике.
|                                        |                                               |                     |
| Ржев 1856. на слици Алексеја Волоскова | Ржев 1910. на колор фотографији С. П. Горског | Ржев 1910. (Горски) |

Ржев се у периоду XVIII—XIX века сматрао верским центром Старовераца након раскола у Руској православној цркви 1653. године. Староверци су иако мањина били власници готово свих градских трговачких и занатских радионица, те су имали велики утицај не само на живот града већ и целе Тверске губерније.
Током 1870-их Ржев је после Твера важио за најзначајнији трговачки центар у целој губернији, и у то време у граду је живело око 30.000 људи. Нарочито је била важна трговина ланом, кудељом и хлебом.
Ржев је био један од првих руских градова у којима се развио поштански саобраћај, те је већ 1866. град издавао и властите поштанске маркице.
Совјетска власт у граду успостављена је 11. новембра 1917. године, а први генерални архитектонски план града израђен је 1927. године.
Град је претрпео страховита разарања током нацистичке окупације у Другом светском рату. Од предратних око 56.000 становника града и околине, након 17-омесечне фашистичке окупације након ослобођења 3. марта 1943. град Ржев је имао свега 150 становника. Од око 5,5 хиљада градских грађевина преостало је било свега 297 објеката. За велике заслуге и у знак сећања на жртве окупације град је 1978. одликован Орденом Отаџбинског рата Совјетског Савеза, а сличан орден додељен му је 2007. године (Град војничке славе Руске Федерације).

## Демографија
Према подацима са пописа становништва 2010. у граду је живела 61.982 становника, док је према проценама националне статистичке службе за 2014. град имао 60.831 становника.
| 1897.  | 1939.  | 1959.  | 1970.  | 1979.  | 1989.  | 2002.  | 2010.  | 2014.  |
| ------ | ------ | ------ | ------ | ------ | ------ | ------ | ------ | ------ |
| 21,265 | 54,070 | 48,971 | 60,671 | 68,858 | 69,808 | 63,729 | 61,982 | 60.831 |

## Партнерски градови
Град Ржев има потписане уговоре о сарадњи са следећим градовима:
- Гитерслох (Немачка)
- Катринехолм (Шведска)
- Ковељ (Украјина)
- Легионово (Пољска)
- Сало (Финска)
- Силистра (Бугарска)
- Смила (Украјина)[5]
- Слуцк (Белорусија)